# Jawoll (Markt)
De J.A. Woll-Handels GmbH (of Jawoll, een acroniem voor "Jacken Anzüge Wolle" is een Duitse keten van discountwarenhuizen uit Soltau. Eind 2018 had Jawoll 86 vestigingen met een focus op Noord- en Midden-Duitsland.

## Geschiedenis
In 1985 opende Rolf-Dieter Stern de eerste Jawoll-winkel voor speciale artikelen in Soltau en vijf maanden later een filiaal in Uelzen. Vanwege het uitblijven van succes met slechts twee locaties, besloot Stern samen te werken met Wolf-Hinrich Haltermann, Johannes Schaaf en Reiner Schulte. Samen richtten ze in 1987 JA Woll-Handels GmbH op, waarbij elke directeur zijn eigen vestigingen had. Het handelsbedrijf was oorspronkelijk een opkoper van restpartijen, seizoensrestanten en partijen uit verzekeringsschade. Er werden ook goederen geïmporteerd uit China, Pakistan, Indonesië, Vietnam en Turkije.
In 2007 hebben de vier voormalige directeuren hun functie overgedragen aan Sterns zoon Ingo Stern. Als gevolg hiervan werden Nils Hansen en Ralf Hartwich in hetzelfde jaar ook algemeen directeur.  In 2008 werd HaFu uit Fulda overgenomen. HaFu stond voor "Hat alles für uns". Op 8 december 2009 werden vier ondernemingen samengevoegd met Jawoll Vertriebs GmbH, dat eind 2007 werd opgericht door Ingo Stern.
In 2014 nam de Luxemburgse holding SBR Europe, eigenaar van de B&M Group, het bedrijf over met een 80 % belang. Vervolgens fuseerde Jawoll Vertriebs GmbH met de resterende Stern-distributiebedrijven. In 2017 werden alle HaFu-markten omgedoopt tot Jawoll om er uniform uit te zien. De filialen zijn na de aankoop omgebouwd en het  bedrijfslogo en assortiment werden vernieuwd. Sinds de integratie in de B & M Groep en de overgang naar discountwinkels hebben de winkels hun assortiment uitgebreid. Bekende merken als Nestlé, Corny en Milka in de foodsector en Whiskas en Frolic in de petfoodsector werden een vast onderdeel van het assortiment.
In 2017 hebben Stern en Hansen hun functie neergelegd, in 2018 gevolgd door Hartwich en werd Christian Müller de nieuwe algemeen directeur. In 2019 nam Christian Müller ontslag en werd Ralf Hartwich de nieuwe algemeen directeur. J.A. Woll-Handels GmbH bestaat uit vier divisies: inkoop, marketing en logistiek, vastgoedbeheer en verkoop via Jawoll Vertriebs GmbH, een dochteronderneming. De inkoop geschiedt centraal op het hoofdkantoor in Soltau.
De winkels zijn in franchise en worden beheerd door de Chief Operating Officer . De regiomanagers zijn verantwoordelijk voor een groot aantal markten, waarvoor de bijbehorende winkelmanagers verantwoordelijk zijn.
Jawoll breidt actief en snel uit. Sinds 2007 zijn er gemiddeld twee tot drie vestigingen per jaar geopend. In het boekjaar 2017/18 zijn er elf vestigingen geopend. In het verleden vervingen de Jawoll-markten gesloten vestigingen van bouwmarkten Hagebau en Toom.
J.A. Woll Vertriebs GmbH had in 2018 in totaal 1.279 mensen in dienst. In september 2019 werd bekend dat B & M het Duitse filialenbestand van Jawoll tegen het licht hield, nadat de winst in het eerste halfjaar van 2019 met meer dan 70 % gedaald was.
In juni 2020 werd bekend dat J.A. Woll-Handels GmbH weer in Duitse handen was gekomen. Een consortium rondom de oprichtersfamilie Stern heeft de aandelen van B & M overgenomen.
Jawoll heeft een assortiment met voeding, dranken, drogisterij, dierenvoeding, huishouden, decoratie, elektronica, kleine meubelen, maar ook kleding en schoenen. Daarnaast zijn er seizoensaanbiedingen zoals planten, tuinartikelen, fietsen en decoraties voor de feestdagen. De markten hebben maar liefst 40.000 artikelen in hun assortiment.